# WHAS Eastwood Transmission Station

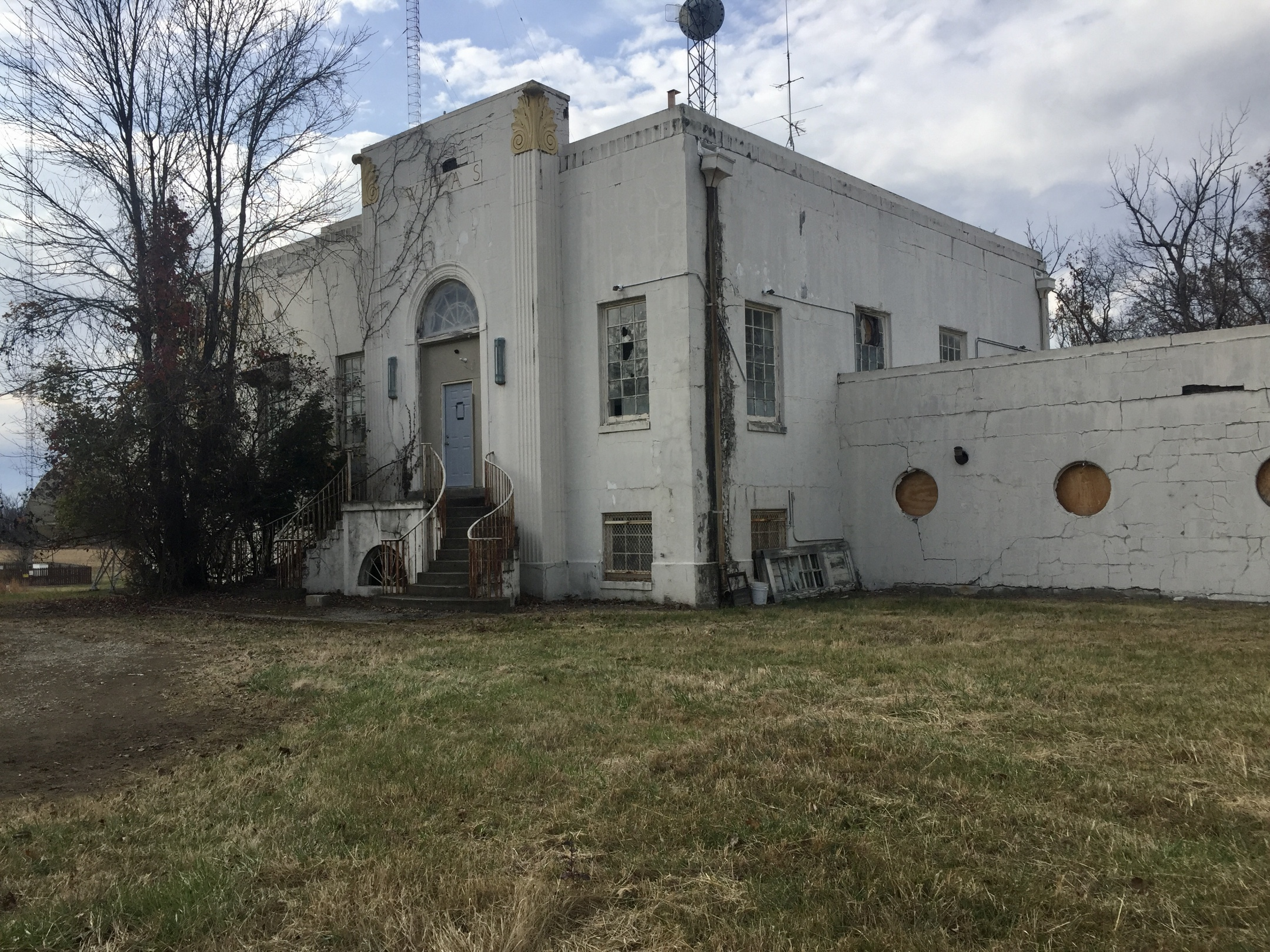
WHAS Transmitter Building

Die WHAS Eastwood Transmission Station ist eine außer Betrieb genommene Radiosendestation in Eastwood, Kentucky, die 1938 eröffnet wurde und in den frühen 2000er Jahren ihren Betrieb einstellte.

## Geschichte
Das Gelände beherbergt einen 200 m (660 Fuß) hohen abgespannten Turm aus dem Jahr 1985, einen 62 m (202 Fuß) abgespannten Aux-Turm und einen 30 m (100 Fuß) hohen selbsttragenden Turm. Der Standort beherbergt auch mehrere große Satellitenschüsseln. Auf dem Gelände befinden sich noch alle Original-Funkgeräte, wie z. B. ein GE 50kw BT-50A, ein WE 407, ein Continental 317c, ein Harris DX50 und ein Nautel NX50, sowie ältere Funkgeräte aus den 1920er und 1930er Jahren. Die drei Haupttürme des Standorts befinden sich im Besitz von Vertical Bridge und das Grundstück gehört einer nahegelegenen Subdivision. Es gibt derzeit keine Pläne, die Station abzureißen, und es werden private Führungen angeboten. Der größte Turm hat die FCC-Tower-ID 1045583.